# Martiri de Sant Felip
El Martiri de Sant Felip és quadre a l'oli sobre llenç del pintor valencià Josep de Ribera (1591-1652) realitzat l'any 1639, pertany a l'escola espanyola del segle xvii. En l'actualitat es troba en el Museu del Prado de Madrid.

## Anàlisi del quadre
Durant un temps es va pensar que representava el martiri de Bartomeu apòstol, però no es troba aquí el gran ganivet amb el qual l'hi sol representar, al·lusiu al fet que va ser escorxat viu. Per això es va acabar considerant que es tracta de Sant Felip.
L'escena representa els preparatius pel martiri del sant, descrit en la seva llegenda per Iacopo da Varazze. Segons aquesta llegenda, va morir crucificat però no subjecte per claus sinó lligat amb cordes. La composició de l'escena està realitzada geomètricament, sobre línies diagonals i verticals. Ribera empra aquí l'escorç de manera bastant violenta. El sant està pintat amb una gran força mística, en actitud d'abandó, i amb un estudi del nu magnífic. La llum il·lumina el seu rostre, revelant patiment i resignació. Els contrastos de llum i ombres de la seva cara potencien el dramatisme.
Els botxins que ho subjecten per hissar el cos es veuen en primer terme; un d'ells ajuda subjectant les cames. A la dreta hi ha un grup de persones que tafanegen l'escena i sembla que la comenten. A l'esquerra, per contra, les persones que apareixen estan alienes al que succeeix; en aquest grup hi ha una dona que sosté en els seus braços un nen petit i que mira cap a l'espectador, posant el contrapunt tendre i delicat a la crueltat que domina la resta de l'escena. Alguns crítics han volgut veure en aquesta figura una al·legoria de la Caritat.
És una obra de maduresa del pintor, si s'ha de jutjar pel tractament del colorit, els tocs de pinzell i l'esplèndid nu. És menys caravagista que en obres anteriors, dotant al llenç de major lluminositat. S'ha apuntat la possibilitat que li hagin influït pintors més classicistes com Guido Reni o Domenico Zampieri. El cromatisme s'allunya dels tons terrosos propis del barroc espanyol, apropant-se més a la influència veneciana. El crític Eugeni d'Ors va arribar a dir d'aquesta obra que per la seva vistositat era «gairebé, gairebé, com un ballet rus».
Es trobava en l'antic Alcàsser de Madrid i es pensa que va ser un encàrrec de Felip IV de Castella, que va voler tenir així al seu patró.